# Haliclona auletta
Haliclona auletta är en svampdjursart som först beskrevs av Thiele 1905.  Haliclona auletta ingår i släktet Haliclona och familjen Chalinidae. Inga underarter finns listade i Catalogue of Life.